# Dolok Saribu Bangun
Dolok Saribu Bangun is een bestuurslaag in het regentschap Simalungun van de provincie Noord-Sumatra, Indonesië. Dolok Saribu Bangun telt 592 inwoners (volkstelling 2010).